# Exechia spinuligera
Exechia spinuligera är en tvåvingeart som beskrevs av Lundstrom 1912. Exechia spinuligera ingår i släktet Exechia och familjen svampmyggor. Arten är reproducerande i Sverige. Inga underarter finns listade i Catalogue of Life.